# Rue Prosper-Soyer
La rue Prosper-Soyer est une voie publique de la commune française de Rouen.

## Situation et accès
La rue Prosper-Soyer est située à Rouen. Elle se trouve en lieu et place de l'ancien lieu-dit Pré de la Bataille, qui constitue plus tard une portion du faubourg Cauchoise. Elle appartient désormais au quartier Pasteur-Madeleine. Elle est orientée comme la Seine et parfaitement rectiligne.
Elle se termine rue du Pré-de-la-Bataille où elle forme un angle droit avec cette dernière.

## Origine du nom
La rue est dénommée par le conseil municipal de Rouen le 18 mars 1892 Prosper-Soyer sachant qu'il s'agit d'une « voie non classée ouverte depuis quelques années ». Prosper Soyer est un bienfaiteur des hospices de la ville, né en 1794 à Rouen, mort le 3 juillet 1870 à Paris.